# پرچم فلسطین تحت قیمومت بریتانیا

پرچم متحدالشکل زمینی، که برای اهداف رسمی استفاده می‌شود

پرچم دریایی فلسطین

پرچم گمرک و خدمات پستی فلسطین

در طول دوره قیمومت بر فلسطین، بین سال‌های ۱۹۲۰ و ۱۹۴۸، زمانی که فلسطین تحت شرایطی که در ۲۴ ژوئیه ۱۹۲۲ در قیمومیت جامعه ملل برای فلسطین رسمیت یافت، توسط بریتانیا اداره می‌شد، پرچم آن عملاً یونیون جک، یا همان پرچم اتحادیه بریتانیا بود. اما چندین پرچم محلی برای ادارات دولتی و مقامات دولتی نیز وجود داشت. تنها پرچم خاص فلسطین که به استفاده رسمی دولت محدود نمی‌شود، پرچم فلسطین (قرمز با پرچم پادشاهی متحد بریتانیا و دایره‌ای سفید روی پرچم با نام مأموریت-در فلسطین: فلسطین(به انگلیسی: Palestine)- در داخل آن) بود که از سال ۱۹۲۷ تا ۱۹۴۸ قلمرو فرمانروایی توسط کشتی‌های ثبت شده در بریتانیا به اهتزاز درمی‌آمد. این بر اساس پرچم قرمز بریتانیا (نمایش مدنی) به جای نشان آبی (که به عنوان پایه پرچم تقریباً سایر مناطق تحت کنترل بریتانیا در آفریقا و آسیا استفاده می‌شود) ساخته شده‌است، زیرا فقط برای استفاده در دریا توسط و در کشتی‌های غیردولتی در نظر گرفته شده بود.

## تاریخ
اولین کمیسر عالی هربرت ساموئل به فکر معرفی یک پرچم رسمی برای فلسطین بود، اما یافتن طرحی را غیرممکن می‌دانست که بتواند منافع متفاوت همه ساکنان را برآورده کند؛ بنابراین دولت به استفاده از پرچم جک متحدالشکل بریتانیا ادامه داد.

پرچم دریایی در سال ۱۹۲۷ با اطلاعیه زیر معرفی شد.
پرچم توسط کشتی‌های فلسطینی به اهتزاز در می‌آید.
 بدینوسیله اعلام می‌شود که حکمی صادر شده‌است که توسط لردهای کمیسر دریاسالاری صادر شده‌است که به نشان قرمز ناوگان اعلی‌حضرت اجازه می‌دهد در حالت برافراشته با کلمه «فلسطین» در یک میدان دایره‌ای سفید رنگ در کشتی‌های متعلق به ساکنان استفاده شود. دبیر ارشد، ۳۰ نوامبر 1927.
کشتی‌های گمرک فلسطین از سال ۱۹۲۹ دارای پرچم‌های خاص خود بودند. اولین طرح، زمینه‌ای آبی بود که توسط دایره ای سفید رنگ با عبارت «گمرک فلسطین» مخدوش شد. در سال بعد، پرچم واحد با دو پرچم جایگزین شد:
پرچمی که بر روی گمرک و کشتی‌هایی که در خدمت گمرک هستند به اهتزاز در می‌آیند، پرچم آبی است که با کلمه «فلسطین» در یک میدان دایره‌ای سفید رنگ مخدوش می‌شود. کشتی‌هایی که در خدمت گمرک هستند، علاوه بر علامت آبی مخدوش شده در قسمت عقب، باید یک جک در قسمت کمان متشکل از یک پرچم آبی مربعی با یک اتحادیه در کانتون بالایی در کنار کارکنان پرواز کنند، که در پرواز توسط نیروی دریایی مخدوش شده‌است. کلمه «گمرک».

## پرچم‌های عربی در فلسطین تحت قیمومت

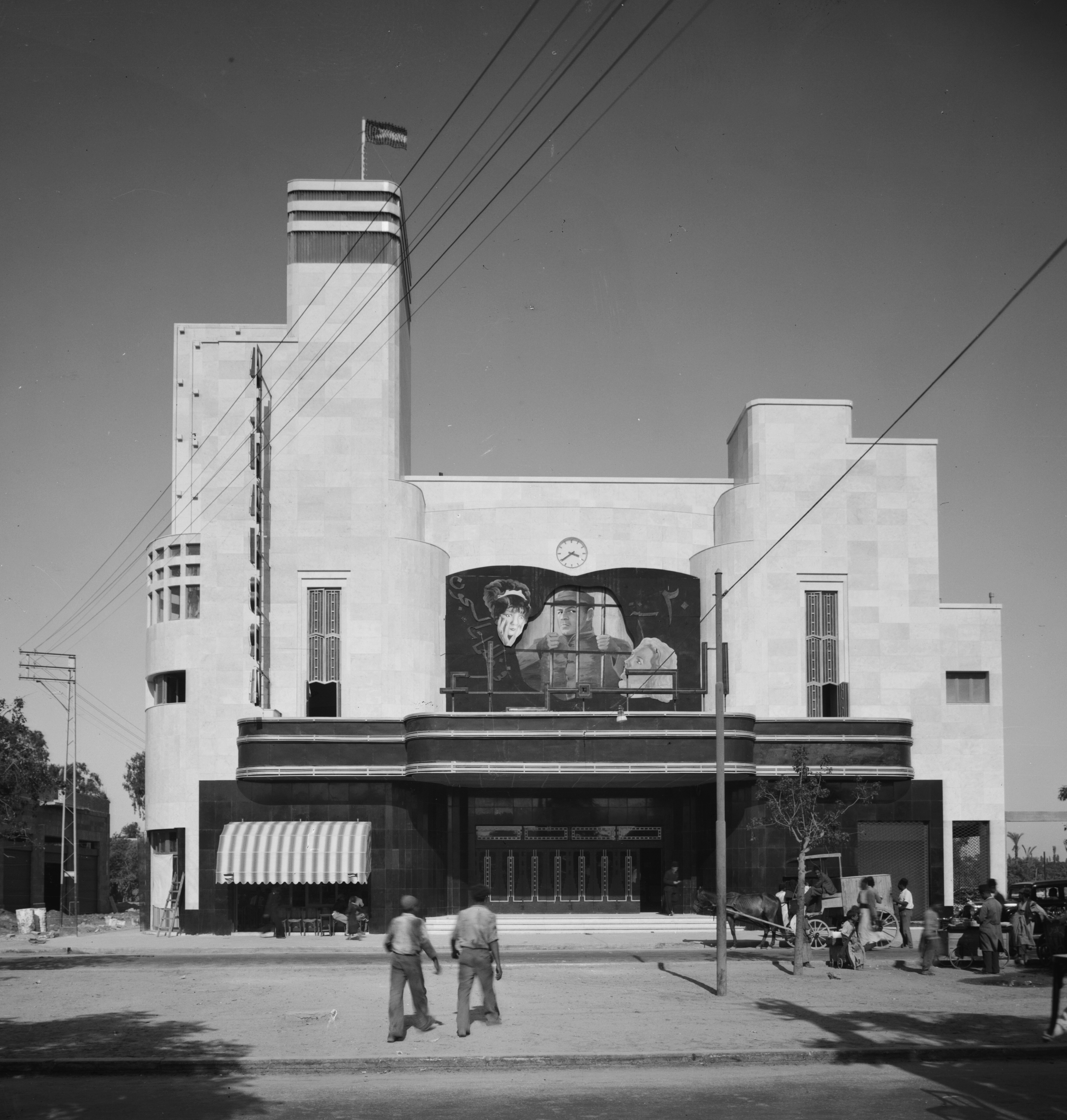
پرچم فلسطین بر فراز سینما الحمرا، یافا، ۱۹۳۷

عرب‌های فلسطینی گاهی پرچم‌های خود را به اهتزاز درمی‌آوردند، که اغلب انواعی از پرچم انقلاب عربی بود. در سال ۱۹۲۹ بحثی برای پرچم ملی فلسطین برگزار شد و روزنامه فلسطین در صفحه اول خود پیشنهادی برای ایجاد پرچم و سرود ملی فلسطین منتشر کرد. پرچم‌های مختلفی پیشنهاد شد. آنها عمدتاً مبتنی بر پرچم شورش عرب بودند، اما شامل استفاده از صلیب‌های هلالی و رنگ نارنجی نیز می‌شدند. در جریان انقلاب اعراب در سال ۱۹۳۶–۱۹۳۹ در فلسطین، گروهی با پرچمی مشابه پرچم فعلی فلسطین اما با هلال و صلیب و همچنین کتیبه عربی عکس گرفتند.

پرچم اصلی انقلاب عربی که در طول جنگ جهانی اول استفاده می‌شد
پرچم تغییر یافته انقلاب عربی که پس از جنگ به طور گسترده مورد استفاده قرار گرفت. بسیاری از پرچم‌های ملی گرایان فلسطین بر اساس این پرچم بود.

## پرچم‌های یهودی در فلسطین تحت قیمومت
استفاده از پرچم‌های صهیونیسم یا عبری در یه‌شو رایج بود، زیرا بدنه یهودیان ساکن در فلسطین قبل از تأسیس دولت اسرائیل شناخته شده بود و چنین پرچم‌هایی اغلب توسط مؤسسات یه‌شو مانند آژانس یهودی یا هیستادروت برافراشته می‌شد. با این حال، یه‌شو تنها یکی از جوامع قومی اصلی کشور را تشکیل می‌داد - جامعه دیگر، عرب‌های فلسطینی، که مخالف جنبش صهیونیستی و پرچم (های) این جنبش بودند؛ بنابراین، پرچم‌های عبری هرگز توسط مقامات بریتانیا به رسمیت شناخته نشد یا به رسمیت شناخته نشد، زیرا در طول تغییرات در سیاست فلسطینی خود همواره بر بی‌طرفی بین یهودیان و اعراب تأکید می‌کردند - تنها پرچم رسمی فلسطین یونیون جک و مشتقات آن بود. در بالا ذکر شد.

در سال ۱۹۳۴ مجله نشنال جئوگرافیک عکسی از پرچمی مشابه پرچم یاد شده در فرهنگ لاروس منتشر کرد که توسط کشتی بخار «امانوئل» - تنها کشتی متعلق به شرکت کشتیرانی هوفیا مستقر در فلسطین و با محوریت صهیونیستی بود. شرح نشنال جئوگرافیک بر نخستین سفر این کشی چنین بود: «امانوئل» که پرچم فلسطین را برافراشته است، در ساوتهمپتون انگلستان لنگر می‌اندازد. این کشتی تجاری یهودی اولین کشتی بود که پرچم جدید کشورش را برافراشت. فلسطین، تحت فرمان بریتانیا، دارای نشان است، اما جمعیت یهودی آن این پرچم را برای خود ایجاد کرده‌اند - مهر سلیمان بر روی یک زمینه آبی و سفید. چند ماه پس از ظاهر شدن این آیتم در نشنال جئوگرافیک، امانوئل با تمام دست در دریای شمال گم شد و به شرکت هوفیا پایان داد. در شرکت‌های کشتیرانی بعدی صهیونیستی و اسرائیلی، مانند شرکت زیم، از چنین پرچمی استفاده نمی‌شد.

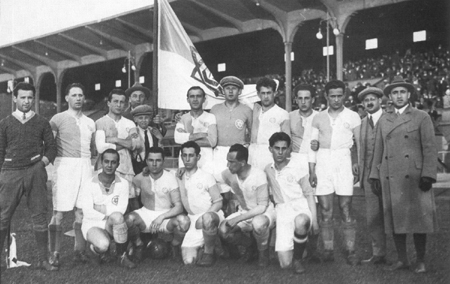
پرچم مشابهی که توسط هاکوآ وین( که باشگاه ورزشی یهودیان تا جنگ جهانی دوم از شهر وین در اتریش بود) استفاده شده‌است.

## یادداشت
1. ↑  "The Avalon Project: The Palestine Mandate". avalon.law.yale.edu. Retrieved 2017-07-08.
2. ↑  Tom Segev (2001). One Palestine, Complete. Abacus. p. 161.
3. ↑  Official Gazette of the Government of Palestine, No. 201, December 16, 1927, page 917.
4. ↑  Official Gazette of the Government of Palestine, Supplement 2/1929, March 15, 1929, page 208.
5. ↑  Official Gazette of the Government of Palestine, No. 268, October 1, 1930, page 789.
6. ↑  SOREK, TAMIR (2004). "The orange and the 'Cross in the Crescent': imagining Palestine in 1929" (PDF). Nations and Nationalism. 10 (3): 269–291. doi:10.1111/j.1354-5078.2004.00167.x.
7. ↑  "Historical Flags (Palestine)". www.crwflags.com. Retrieved 8 June 2017.

الگو:Mandatory Palestine topicsالگو:Union Flag